# Vissenbjerg Gymnastik- og Idrætsforening
Vissenbjerg Gymnastik og Idrætsforening forkortes Vissenbjerg G&IF. Foreningen dyrker sportsgrenene: gymnastik, håndbold, fodbold, floorball og badminton. Den benytter Vissenbjerghallen, som er beliggende på idrætsvej 3, 5492 Vissenbjerg samt forskellige folkeskoler.